# Amt Ribnitz-Damgarten
Het Amt Ribnitz-Damgarten is een samenwerkingsverband van 4 gemeenten in het  Landkreis Vorpommern-Rügen in de Duitse deelstaat Mecklenburg-Voor-Pommeren. Het Amt telt 18.400 inwoners. Het bestuurscentrum bevindt zich in  Ribnitz-Damgarten.

## Gemeenten
1. Ahrenshagen-Daskow (2.147)
2. Ribnitz-Damgarten, stad * (15.269)
3. Schlemmin (291)
4. Semlow (693)